# Rhinecanthus aculeatus
Rhinecanthus aculeatus of picassotrekkervis is een straalvinnige vissensoort uit de familie van de trekkervissen (Balistidae). De wetenschappelijke naam van de soort is gepubliceerd in 1758 door Linnaeus in de tiende editie van Systema naturae als Balistes aculeatus.